# كاه دان (خبر بافت)
كاه دان (بالفارسية: کاه دان) هي قرية تقع في إيران في Khabar Rural District. يقدر عدد سكانها بـ 24 نسمة بحسب إحصاء 2016.